# استفانی واکر
آنا استفانی واکر گونزالس (به انگلیسی: Ana Stephanie Vaquer González) کشتی‌گیر حرفه‌ای اهل شیلی است. او در حال حاضر با دبلیودبلیوئی قرارداد داشته و با نام واقعی خودش، استفانی واکر در برند ان‌اکس‌تی فعالیت می‌کند و قهرمان کنونی عنوان زنان ان‌اکس‌تی است. او همچنین قهرمان پیشین عنوان زنان آمریکای شمالی ان‌اکس‌تی بوده و نخستین و تنها زنی است که هر دو عنوان قهرمانی را به طور همزمان در اختیار داشت.
واکر بیش‌تر به‌خاطر دوران حضورش در پروموشن مکزیکی CMLL شناخته می‌شود؛ جایی که او قهرمان سابق زنان جهان این شرکت و قهرمان تگ تیم زنان بود و اولین کشتی‌گیر در تاریخ این پروموشن بود که هر دو عنوان را تا زمان جدایی‌اش از این شرکت در ژوئیه ۲۰۲۴ به طور همزمان در اختیار داشت. او به دلیل همکاری CMLL با برخی از پروموشن‌های آمریکایی نظیر ای‌‌ئی‌دبلیو و NJPW، در این پروموشن‌ها نیز حضور داشته است. او در NJPW، قهرمان سابق عنوان زنان استرانگ این شرکت بوده است. واکر اولین زن اهل شیلی و آمریکای جنوبی است که در ان‌جی‌پی‌دبلیو، سی‌ام‌ال‌ال و دبلیودبلیوئی به رقابت پرداخته و قهرمان شده است، و دومین زن شیلیایی است که با دبلیودبلیوئی قرارداد بسته است.